# Gil de Albornoz y Espinosa
Pour les articles homonymes, voir Albornoz.
Gil de Albornoz y Espinosa (né à Valladolid, Espagne, en 1581 et mort à Rome, le 19 décembre 1649 est un cardinal espagnol du XVIIe siècle. Par sa mère il est un petit-neveu du cardinal Diego Espinosa Arévalo (1568).

## Biographie

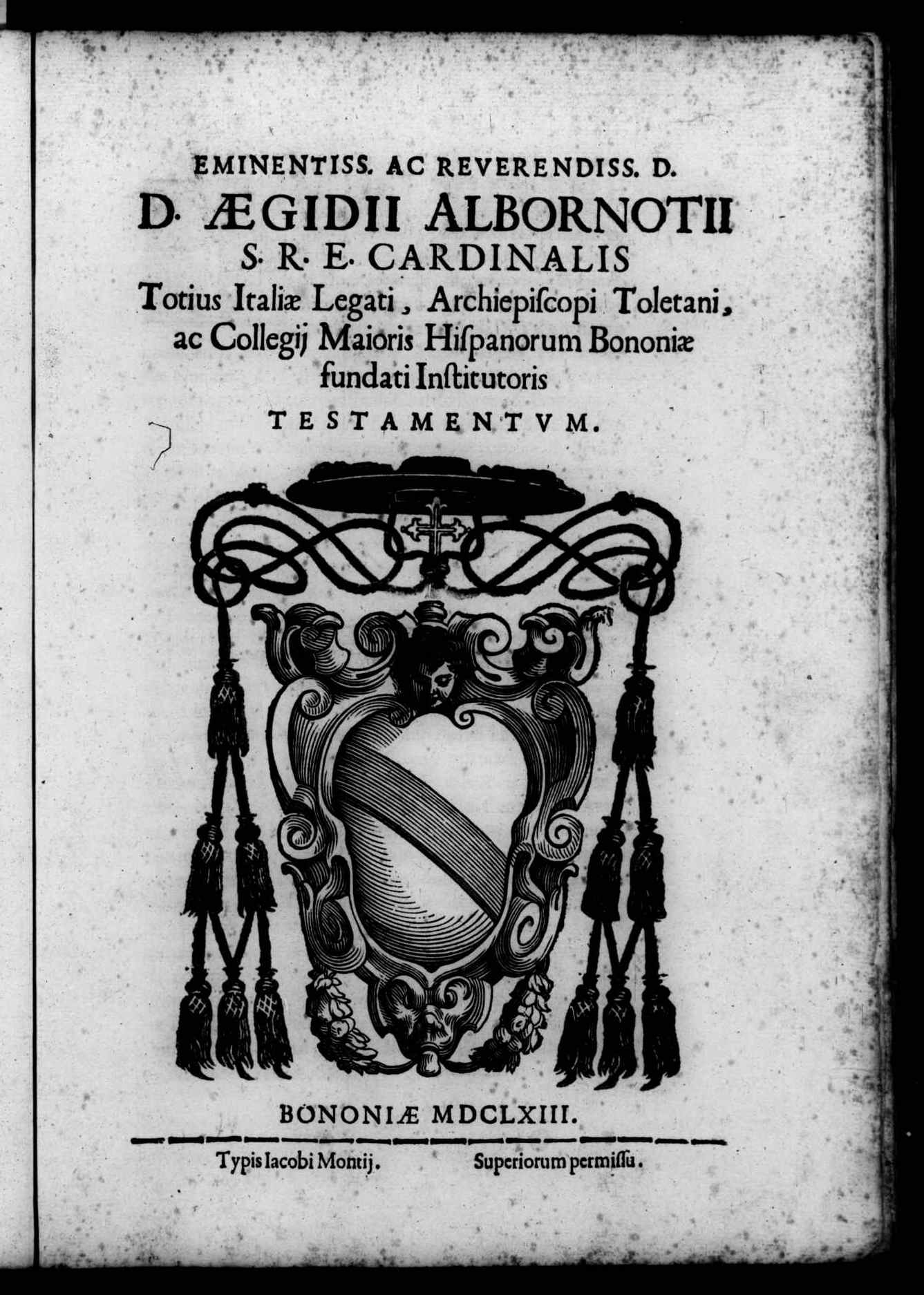
Testament de Albornoz (Testamentum cardinalis Egidi Albornotii), 1663

Carrillo de Albornoz est auditeur aux chancelleries de Valladolid et Granada. Il est capitain-général de Navarre, archidiacre de Valpuesta, Burgos et chanoine à Séville. Il est créé cardinal par le pape Urbain VIII lors du consistoire du 30 août 1627. En 1630 il est élu archevêque de Tarente. Carrillo est représentant de l'Espagne auprès du Collège des cardinaux à partir de 1632. En 1634-1635 il est gouverneur du Milanais et en 1644-1646 il est camerlingue du Sacré Collège. Il participe au conclave de 1644, lors duquel il présente le veto de l'Espagne contre l'élection du cardinal Giulio Cesare Sacchetti et Innocent X est élu.
À sa mort, il est inhumé dans l'église Santi Gioacchino e Anna alle Quattro Fontane à Rome avant son transfert en Espagne dans l'église de l'Incarnation à Talavera de la Reina.